# Fenditura dell'Aquila
La Fenditura dell'Aquila è il nome dato ad un complesso di nebulose oscure che si stagliano contro la scia luminosa della Via Lattea a cavallo dell'equatore celeste, in direzione della costellazione dell'Aquila, oscurandone la brillantezza.
La Fenditura dell'Aquila è ben osservabile ad occhio nudo, nei cieli estivi boreali (o invernali australi), come una linea oscura che divide in senso longitudinale la Via Lattea, aprendosi sempre più in direzione sud fino a oscurare il lato occidentale della Via Lattea stessa e disperdersi al di fuori della scia luminosa, in direzione della costellazione dell'Ofiuco. Appare connessa apparentemente con la Fenditura del Cigno, più settentrionale, di cui sembra la naturale prosecuzione di un unico complesso di nubi oscure; in realtà, si tratta solo di un effetto prospettico, in quanto le nubi della Fenditura dell'Aquila si trovano a circa 800 anni luce da noi, contro i ben 2600 della Fenditura del Cigno, che risulta dunque essere, in termini assoluti, molto più massiccia ed estesa.